# LCROSS

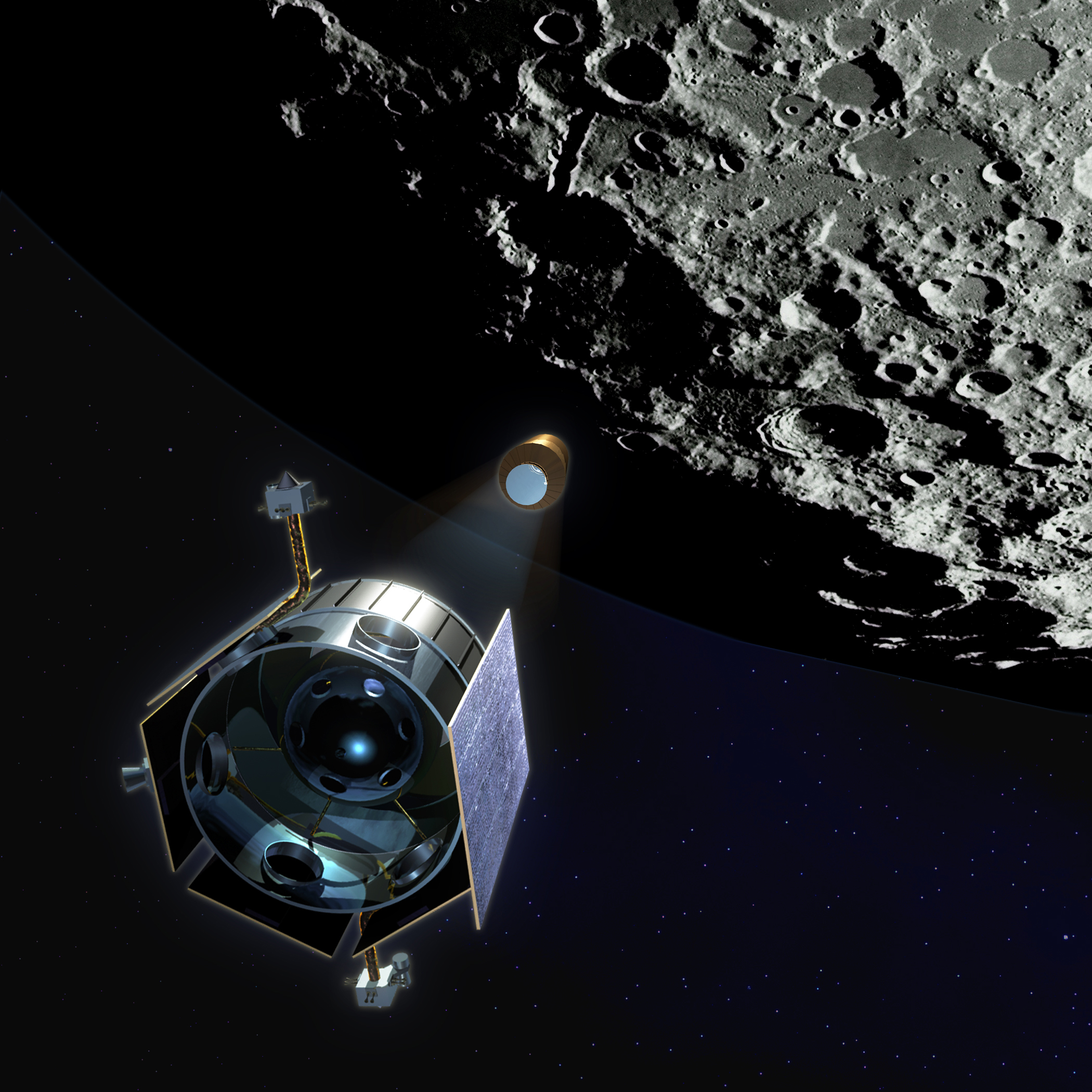
A LCROSS és a Centaur fokozat a szétválasztás után

A LCROSS (Lunar Crater Observation and Sensing Satellite) amerikai becsapódó űrszonda, amelyet a Lunar Reconnaissance Orbiterrel egyszerre indítottak 2009. június 18-án a Kennedy Űrközpontból. Előbb megfigyeli, ahogy az Atlas V hordozórakéta felső fokozata becsapódik a Shackleton-kráterbe, majd ez is becsapódik. A LCROSS vizet keres a kidobódott anyagban, és fényképeket készít. Fedélzetén kamerák és spektrométerek vannak.

## Küldetés
Többszöri halasztás után az LRO-LCROSS űrszonda páros indítása sikeresen megtörtént Cape Canaveralről, Floridából, 2009. június 18-án délután, helyi idő szerint fél 6-kor.
A szonda Cabeus A kráterbe csapódott volna be, de a szomszédos Cabeus-kráterben több vízre számítottak a kutatók, ezért módosították a becsapódás helyszínét. (a déli pólus környékén, a Cabeus A koordinátái : déli szélesség 82,2° nyugati hosszúság 39,1°). A becsapódás 2009. október 9-én, magyar idő szerint 13:30-kor történt meg.

## Eredmény
A mérések nyomán kiderült, hogy a becsapódó hordozórakéta-fokozat és az LCROSS által fölvert anyag jégkristály és por keveréke volt. Ez fontos összetevő a Hold felszínén található kétféle másik vízkomponens mellett. Az egyik a periodikusan megjelenő és eltűnő, a napsugárzás által kiváltott - és Földi Tivadar korábbi modelljében is megjósolt - vízmolekulák és por keveréke (amely a holdi felszínt borító regolit és a napszél kölcsönhatásából jönn létre a holdi nappaolok idején). A másik üstökös eredetű vízjég. Ez a beszállított vízjég a felszín alatti rétegekben található meg egyes poláris területeken.

## Lásd még
- Holdi víz

## Külső hivatkozások
- NASA Adds Moon Crashing Probes to LRO Mission
- Tóth, Imre: Áprilisban újabb becsapódásos űrkísérlet lesz a Holdon. Hírek.csillagászat.hu, 2009. március 13. [2009. március 14-i dátummal az eredetiből archiválva]. (Hozzáférés: 2009. március 14.)
- A fölbocsátásról Archiválva 2009. november 29-i dátummal a Wayback Machine-ben
- LCROSS Az Ames részvétele az LCROSS építésében